# Заркамар (район Рудаки)
Заркамар (тадж. Заркамар) — село в районе Рудаки Республики Таджикистан. Входит в состав джамоата (сельской общины) Чоргултеппа.
Находится на расстоянии 3 км от районного центра (пгт. Сомониён).
Население — 1525 чел. (2017).